# Palestina
Palestina (z řeckého Παλαιστίνη; latinsky: Palaestina; hebrejsky: אֶרֶץ יִשְׂרָאֵל, Erec Jisra'el, dříve také פלשתינה Palestina; arabsky: فلسطين, Filastín) je název geografického regionu na Blízkém východě. Nachází se zde dnešní státy Izrael a Palestina (podle některých definicí také severozápad Jordánska). Jiné historické názvy tohoto regionu byly Země izraelská (Erec Jisra'el‎), Svatá země nebo Země zaslíbená. Historicky je Palestina jižní součástí rozsáhlejšího území nazývaného Kanaán.
Nejstarší dochovaný záznam, ve kterém se objevuje název Palestina, jsou Dějiny od Hérodota (5. stol. př. n. l.). Ten jím označuje území, kde dříve existoval historický státní útvar Pelištejců. V roce 6 n. l. dobyli region Římané a vyhlásili zde provincii Judea. Po potlačeném židovském povstání Bar Kochby v roce 135 n. l. byla provincie rozšířena a přejmenována na Syria Palaestina. Během existence Byzantské říše byla provincie rozdělena na tři palestinská území. Během byzantsko-arabských válek byl region dobyt Araby a v průběhu staletí se hranice různě měnily.
Tento region je považován za kolébku judaismu a křesťanství. I kvůli tomu šlo od starověku o křižovatku kultur, obchodu i náboženství. V době bronzové zde existovaly městské státy Kanaánců, poté v době železné státní útvary Izraelitů. Od té doby se na tomto území vystřídala celá řada říší a království: Novoasyrská říše, Novobabylonská říše, Achaimenovská říše, Makedonská říše, Seleukovská říše, Hasmoneovské království, Římská říše, Byzantská říše, Rášidský chalífát, Umajjovský chalifát, Abbásovský chalífát, Fátimovský chalífát, Jeruzalémské království, Mamlúcký sultanát a Osmanská říše. Po první světové válce zde Společnost národů vymezila britskou mandátní Palestinu.
Po potlačení židovských vzpour během nadvlády Římské říše došlo k vytvoření židovské diaspory. Od 7. stol. n. l. bylo území soustavně obývané Araby. V druhé polovině 19. století se zrodilo sionistické hnutí, které od konce 19. století propagovalo židovskou imigraci do osmanské a později britské Palestiny s cílem vytvoření národní domoviny na historickém území starověkých Židů. Narůstající napětí mezi arabskými obyvateli a židovskými imigranty vedlo ke vzájemným střetům a po odchodu Britů v roce 1948 k první arabsko-izraelské válce a vyhlášení státu Izrael. Následkem došlo k exodu palestinských Arabů do okolních států a do palestinských území Pásma Gazy a Západního břehu Jordánu, které ale v roce 1948 ovládal Egypt, respektive Jordánsko. Po šestidenní válce v roce 1967 Izrael tato území dobyl a začal je okupovat a osídlovat. To vše dalo vzniknout izraelsko-palestinskému konfliktu.

## Význam názvu
Jako geografický a apolitický výraz může být ve svém širším významu zmiňován ve spojitosti se starověkou Palestinou, oblastí zahrnující současný stát Izrael, Izraelem okupované území státu Palestina po šestidenní válce, řeku Jordán a části Libanonu a Sýrie. V současných pojmech může zahrnovat také oblast, kterou dříve zahrnoval Britský mandát Palestina a dnes oblast zahrnovanou Izraelem, Západním břehem Jordánu, Pásmem Gazy a Východním Jeruzalémem.
Použití tohoto pojmu v kontextu izraelsko-palestinského konfliktu získává politický význam jako země Palestinců, tedy národa arabských obyvatel historického území Palestiny, a hranice tohoto území jsou předmětem sporů. Britský mandát Palestina, svěřený Společností národů Spojenému království, v minulosti zahrnoval území dnes známé jako Jordánsko, Izrael, Západní břeh Jordánu, Pásmo Gazy a Jeruzalém, a to až do roku 1921, kdy Spojené království ustanovilo nad územím východně od řeky Jordán Zajordánský emirát. Pro palestinské Araby jsou hranice Palestiny území Britského mandátu kromě Zajordánska, tak jak je psáno v Palestinské národní chartě.
V současné době (2024) může být označení Palestina použito ve spojitosti s Palestinskou autonomií a Státem Palestina, státem uznaným více než 140 státy světa. Organizace spojených národů udělila Státu Palestina v roce 2012 status „nečlenského pozorovatelského státu“. OSN považuje za území Státu Palestina Pásmo Gazy, Západní břeh, včetně Východního Jeruzaléma, v hranicích z roku 1967.
Historicky se jako geografický název „Palestina“ začalo používat už v polovině 1. tisíciletí př. n. l., kdy Pelištejci mizí z historických pramenů poté, co jejich pětici městských států zničily nájezdy několika velkých říší. Římané z něj udělali oficiální název administrativní jednotky, aby přejmenováním provincie Judea vymazali připomínku poražených Židů. Název převzali muslimští arabové, kteří oblast dobyli při islámské expanzi, „Filastín“ se v 7.–11. století nazýval jeden z vojenských obvodů, na které byla rozdělena islámská Sýrie (provincie aš-Šám). Toto dělení zaniklo za křížových výprav, kdy zde bylo zřízeno Jeruzalémské království. Později za osmanské říše oblast netvoří samostatnou jednotku a místo názvu Palestina se pro období středověku a novověku často používá Levanta jako označení širšího regionu. Název Palestina se znovu častěji používá od 19. století, kdy je oblast vyčleněna a roku 1872 oficiálně osamostatněna od Syrského vilájetu jako Jeruzalémská provincie (mutasarrifát či sandžak). Název Palestina začalo oficiálně používat Britské impérium po rozdělení území Blízkého východu obývané arabským obyvatelstvem, které bylo odtrženo od poražené osmanské říše.

## Geografie

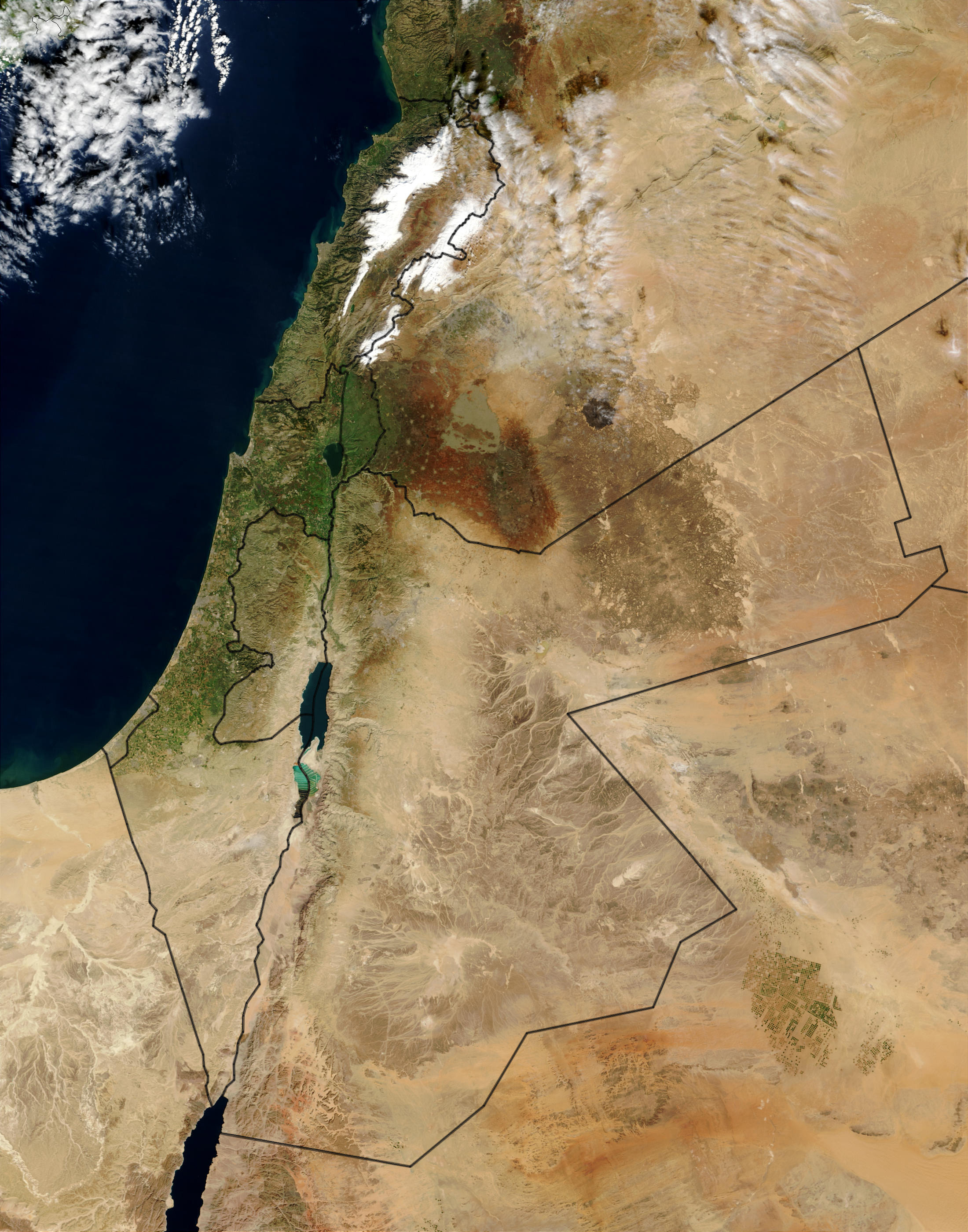
Satelitní snímek oblasti z roku 2003 s vyznačenými hranicemi států

Geograficky je oblast vymezena na východě řekou Jordán a pouštním údolím Vádí al-Araba, na západě Středozemním mořem a Sinajským poloostrovem, na severu Libanonem a na jihu sídly Akaba a Ejlat u Arabského zálivu Rudého moře.
Region je součástí Palearktické oblasti, konkrétněji Středomoří. Zdejší biom zahrnuje tvrdolistý les. Existuje zde pět geografických pásem a klima se liší od polosuchého přes mírné až po subtropické. Region je domovem různých rostlin a zvířat; bylo zde identifikováno nejméně 47 000 žijících druhů a předpokládá se, že existují další 4 000. Z Palestiny pochází nejméně 116 původních druhů savců pochází, stejně jako 511 druhů ptáků, 97 druhů plazů a 7 druhů obojživelníků. Nachází se zde také odhadem 2 780 druhů rostlin.
Region zahrnuje několik typů podnebí či klimatů. V území se středozemním podnebím jsou typické vegetace garrigue, křovinné a savany. Fauna a flóra je zde evropského původu. Mezi středozemním podnebím a pouští se nachází úzký podnebný pás stepi. V něm se opět nachází zejména křovinná vegetace. Fauna a flora je zejména asijského a saharského původu Poté přichází aridní podnebí, které zabírá v regionu Palestiny největší část. V této části se nachází Negevská poušť, Judská poušť, Jordánské údolí, Vádí al-Araba a jiná vádí. Rostou zde zejména rostliny rodu Akácie. Fauna i flora je saharského původu.

## Historie a etymologie

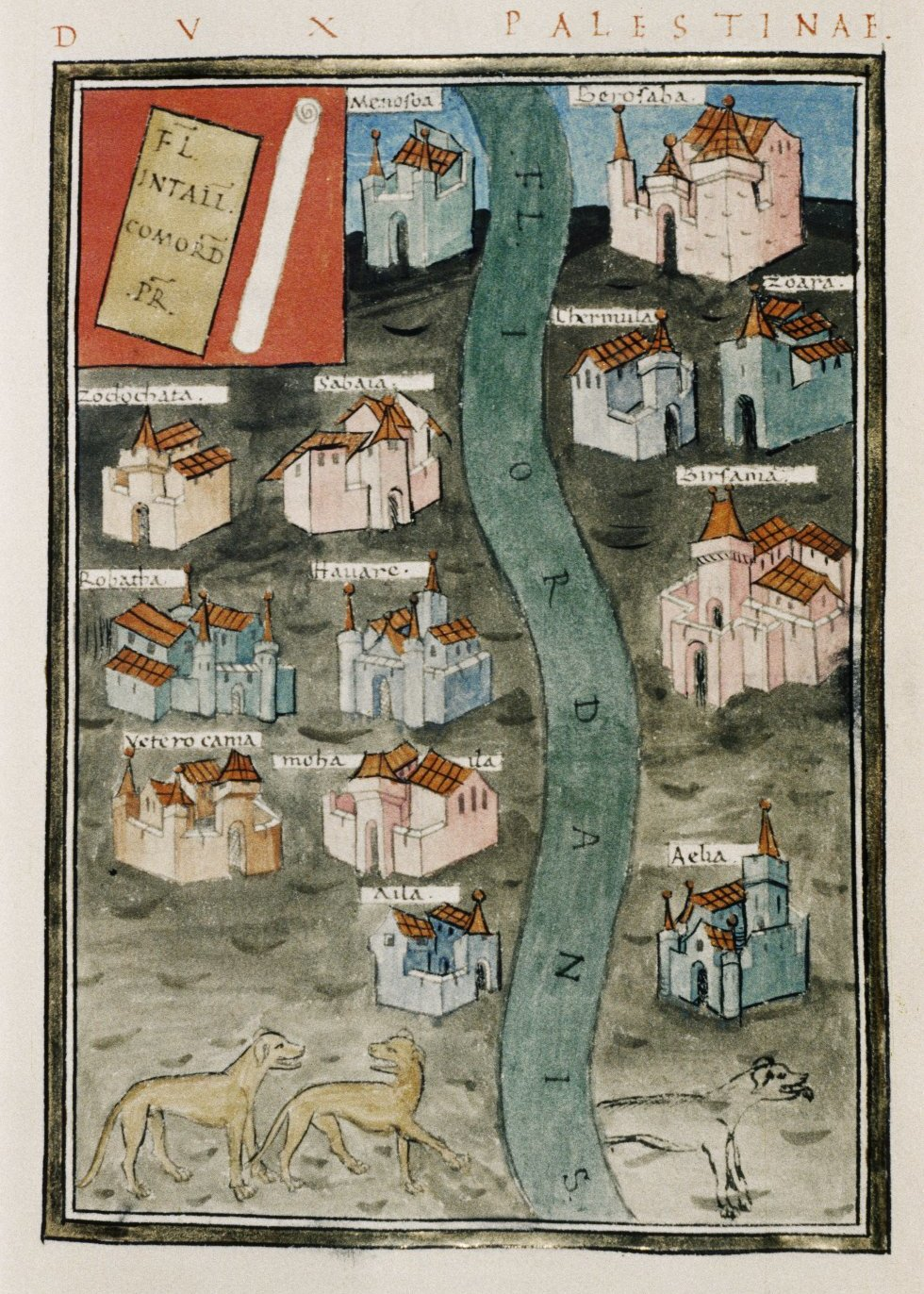
Pergamenový rukopis Dux Palestinae zobrazující řeku Jordán, který Bodleiánská knihovna popisuje takto: "Rukopis je vytvořen podle karolinské kopie pozdně antického rukopisu. Tento rukopis je nejstarší kopií tohoto textu, která se zachovala kompletní, vyrobený v Basileji v roce 1436 italským písařem a francouzským iluminátorem (Peronet Lamy) pro Petra Donata, biskupa padovského."

### Pravěká Palestina
Moderní člověk se na území Palestiny, poprvé mimo Afriku, objevil asi 90 tisíc let př. n. l. Na území Palestiny se objevili přibližně 10 tisíc let př. n. l. první protozemědělci a lovci gazel. V 8. tisíciletí došlo k rychlému přechodu k usedlému zemědělství. Vystřídalo se několik málo známých zemědělských společností, z nichž poslední byli Kananejci.

### Starověká Palestina
Jsou obyvateli místa, kde později vznikl Erec Jisra'el (Kanaánu – כּנען‎). Kanaánejci byli semitský kmen zmíněný již v Tóře. První zmínka o nich pak pochází zhruba z roku 3500 př. n. l. Kanaánejci však jako kmen a národ zanikli mnohem dříve, než na toto území přišli Pelištejci.
Pelištejci byli nesemitský (indoevropský) kmen, potomci Pelasgerů – jako např. Albánci – uváděných jako jeden z tzv. mořských národů. Uznávaný výklad názvu Pelištejců se odvozuje od slova falasa, což znamená „vystěhovalec“, či „přistěhovalec“. Podle Tóry jsou Pelištejci cizí kmen, který vyšel z Egypta po vyhnání faraónem Ramsesem III. v roce 1176 př. n. l. Původně však žili na ostrově Kréta (který je známý také jako Kaftor). Po vyjití z Egypta se nejdříve Pelištejci usadili poblíž Vádí el-Aríš, a poté jej zhruba kolem roku 1200 př. n. l. překročili a usadili se v oblasti dnešní Gazy.
Pelištejské dějiny jsou přibližně tisíc let dlouhé a dají se rámcově rozdělit do tří epoch. Do první patří období bojů o nadvládu se sousedními Izraelity, Féničany a Izmaelity, do druhé patří období bojů o vlastní samostatnost s Egypťany a Asyřany a do třetí epochy patří období zániku pelištejského státu a helénizace pelištejské svébytnosti ve 4. století př. n. l.
Podle Tóry se dokonce Pelištejcům podařilo ukořistit Schránu úmluvy, ale nakonec ji Izraelitům vrátili poté, co je napadl mor, což spatřovali jako boží trest. Pelištejce lze nalézt i v dalších důležitých momentech židovské historie. Tóra uvádí, že Dalila, do které se zamiloval Samson, a která ho vlákala do pasti, aby mohl být zabit, byla Pelištejka. Pelištejec byl i Goliáš, proti kterému bojoval David. Pelištejci, jako ostatní nepřátelé Izraele, pomáhali králi Nebúkadnesarovi II. v roce 588 př. n. l. zničit Jeruzalém. Historie Pelištejců pak končí v roce 322 př. n. l. poté, co Alexandr Veliký dobyl Persii.
Jejich pozdější „návrat“ v roce 135 n. l. je již spíše symbolický, jelikož se nejedná o skutečný návrat, nýbrž spíše o memento. Poté, co Římané, v té době vládci nad Erec Jisra'el, potlačili protiřímské povstání Bar Kochby, přejmenoval pohanský císař Hadrián území Izraele (Erec Jisra'el) v protižidovském duchu po úhlavním nepříteli Izraelitů, tj. po Pelištějcích.
Přibližně od 12. století př. n. l. na území Palestiny sídlily především izraelské kmeny, které vytvořily Izraelské a Judské království, dále již zmínění Pelištejci, Aramejské království či Moab, Amon a Edom. Střídavě se území dostávalo do vlivu velkých mocností Asýrie, Babylonie, Makedonie a Egypta. Nakonec se země po krátkém období samostatného židovského státu pod vládou Makabejců dostala do moci Říma a později se stala římskou provincií Judea. Přesto různé části území byly spravovány různými králi, etnarchy či jinými pověřenými osobami.

### Palestina pod vlivem islámu
Po rozpadu Římské říše se Palestina stala součástí Byzantské říše. V 7. století během byzantsko-arabských válek území dobyli Arabové (tzv. období volených chalífů). Postupně zde vládly dynastie Umajjovců, Abbásovců, Túlúnovců, Ichšídovců, Fátimovský chalífát a Seldžucká dynastie. V 12. a 13. století území dobyli účastníci křížových výprav a ustanovili Jeruzalémské království. Z této doby také pocházejí všechny izraelské historické hrady stavěné v evropském stylu. Poté území vládli Ajjúbovci, Mamlúci a od roku 1516 do konce první světové války (1918) turecká dynastie Osmanů. 

### Palestina v osmanském období
Území Palestiny bylo v této době (roky 1516–1917) administrativně rozděleno do různých ejáletů, proto jej nelze brát jako jednotný stát. Palestina byla zároveň chápána jako část většího celku Osmanské Sýrie.
V průběhu let Osmané čelili řadě povstání, které vedly k víceméně autonomní vládě lokálních vládců a jejich rodů. Rody také soupeřily mezi sebou. Osmané se sice snažili o centrální správu provincií, ale ne ve všech obdobích se jim toto dařilo. V dobách, kdy vláda Vysoké porty ztrácela na síle, se ambiciózní představitelé lokálních arabských rodů chopili příležitosti a výboji vytvářeli širší autonomní celky. Mezi nimi byl v 18. století význačným vládcem Daher el-Omar, kterého později Palestinci kvůli jisté autonomii vlády nad Palestinou začali považovat za národního hrdinu. 
Roku 1799 do Palestiny vstoupilo francouzské vojsko Napoleona Bonaparta, který vedl tažení proti Osmanské říši. Během několika měsíců dobyl pobřežní města Gazu a Haifu a obléhal město Akko. Napoleonovi se nakonec nepodařilo Akko dobýt. Armáda Džazzára Pašy a Osmanů, s podporou Britů, ho v květnu 1799 z Palestiny vytlačila zpět do Egypta.
V roce 1830 bylo celé území Palestiny sjednoceno v Sidónském ejáletu, který krátce poté dobyl egyptský válí Muhammad Alí Paša, respektive jeho syn Ibrahím Paša. Odpor palestinských elit, venkovanů a beduínů proti egyptské nadvládě poprvé v moderních dějinách sjednotil všechny obyvatele Palestiny. Muhammad Alí Paša byl za pomoci britského vojska v roce 1841 poražen a území Levanty se vrátilo Osmanské říši. Poté začala éra tanzimat, která měla reformovat a modernizovat Osmanskou říši. Roku 1872 byl zřízen Jeruzalémský mutasarrifát, který na necelé dva měsíce po svém vzniku spojil veškeré území Palestiny do jednoho správního celku. Brzy byl ovšem opět rozdělen a následně ho vymezovala města Jeruzalém, Hebron, Jaffa, Gaza a Beer Ševa. Existoval až do roku 1917. Po první světové válce se Osmanská říše rozpadla. Po válce byly její blízkovýchodní části rozděleny mezi Brity a Francouze do mandátních území. Palestina spadala do britského mandátu.

### Moderní Palestina a vznik Izraele

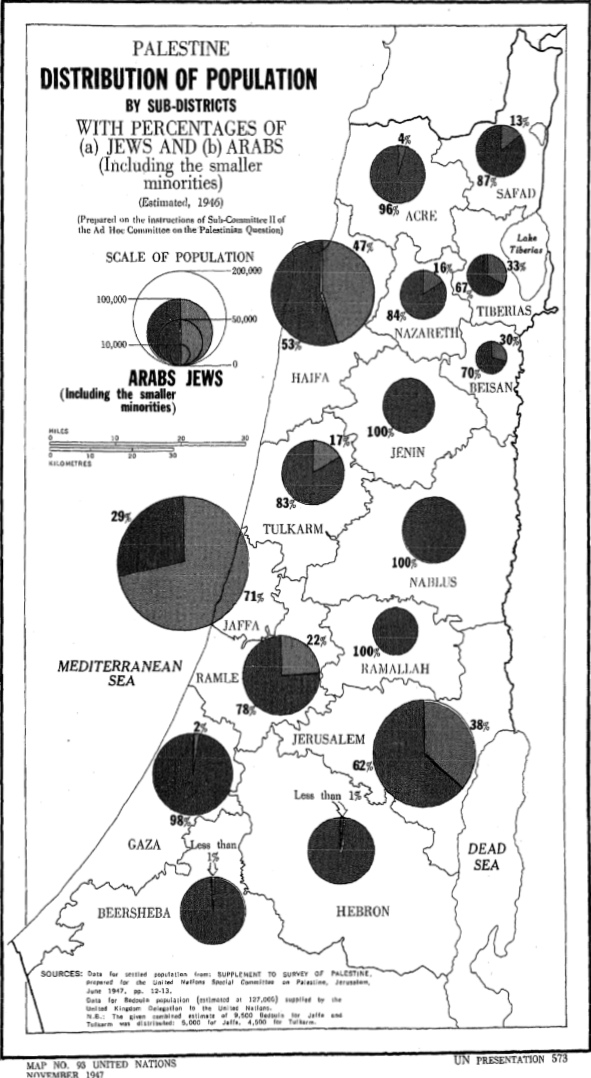
Podíly arabské a židovské populace v jednotlivých regionech mandátní Palestiny (1947)

Ještě po většinu druhé poloviny 19. století byl region Palestiny téměř zcela obydlen jen Araby. Nacházelo se zde přibližně 13 000 Židů (tj. cca 3,5 % tamní populace). V osmdesátých letech však na území začaly migrovat tzv. alije, tj. osadnicko-koloniální migrační vlny zejména východoevropských Židů, které organizovalo evropské sionistické hnutí. Po první světové válce se Osmanská říše rozpadla a region Palestiny byl Společností národů svěřen do mandátní správy Spojeného království.
Britská správa mandátní Palestiny migraci Židů nebránila a zatímco při prvním sčítání lidu v roce 1922 bylo v Palestině 83 000 Židů (tj. 11 %), v roce 1931 již 174 000 Židů (tj. 17 %). Relativně překotná imigrace Židů do jinak arabské Palestiny, která byla doprovázena vykupováním půdy (zejména na úrodném severu a západě regionu) sionistickým Židovským národním fondem, vedla ke konfliktu. Od začátku britské správy jak arabští, tak židovští představitelé požadovali po britské správě suverenitu a svrchovanost. Postupná oboustranná eskalace vyústila do arabského povstání (1936-39) a kolem poloviny 40. let probíhaly série teroristických útoků radikálních sionistických skupin proti britské správě. Ty reagovaly také na britskou MacDonaldovu bílou knihu z roku 1939, která uzákonila slib, že Britové do deseti let v Palestině zřídí arabský stát s židovskou menšinou (jak jim od začátku ukládal mandát Společnosti národů), a dále výrazně omezila další imigraci Židů. Imigrace však nadále probíhala ilegálně. V roce 1945 se počet Židů v Palestině zvýšil již na 553 000 (tj. 30 %).

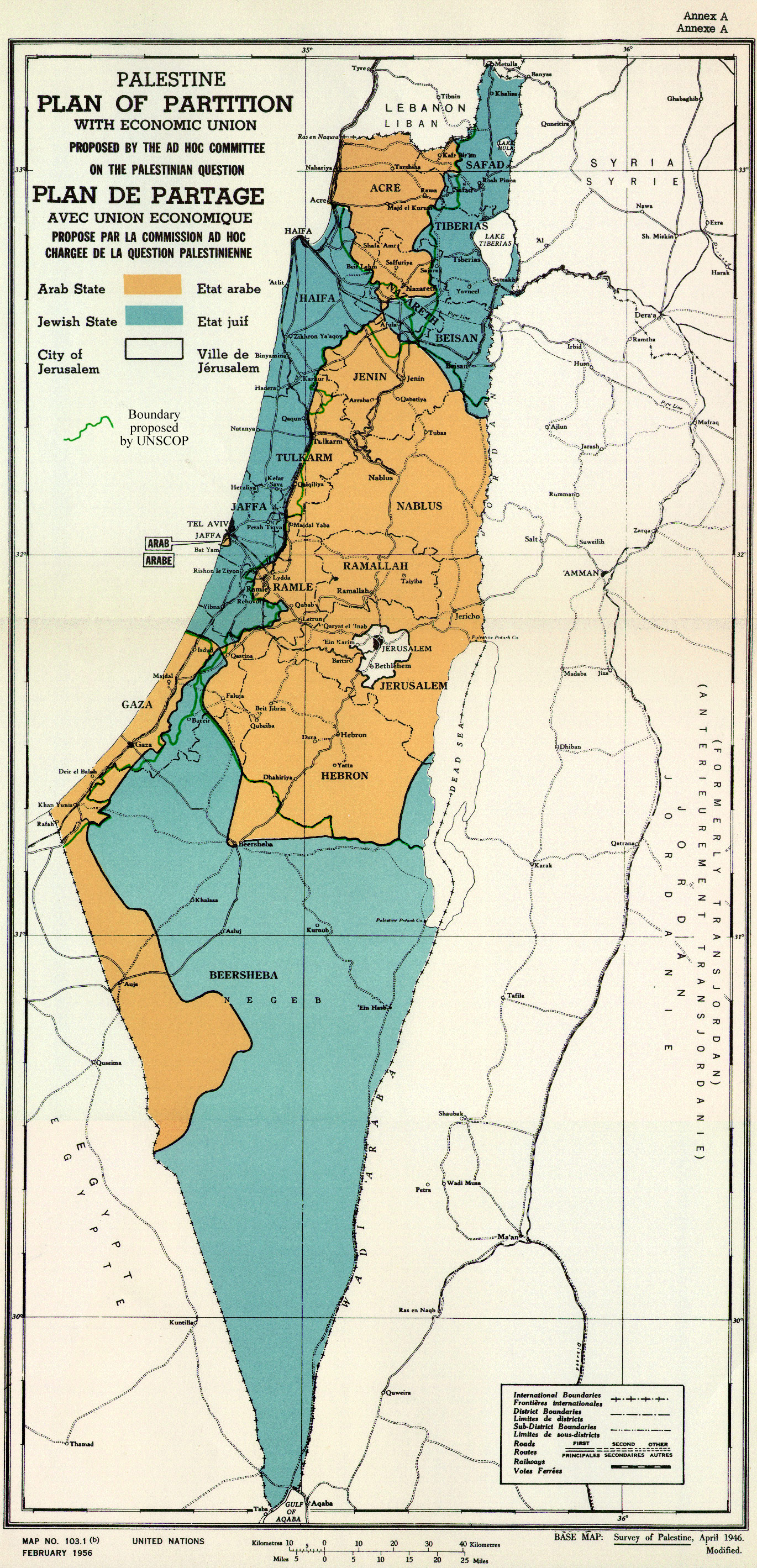
Návrh rozdělení Palestiny vytvořený Zvláštní komisí OSN pro Palestinu v roce 1947. Oranžově je arabský stát, modře židovský stát

V roce 1947 se Britové mandátu vzdali a problém předali OSN. Zvláštní komise OSN připravila nový plán rozdělení Palestiny na dva státy, přičemž židovský stát získal výrazně větší území než v návrhu z roku 1937. Židovský stát měl tvořit 56 % území mandátní Palestiny, ačkoliv Židé v té době stále tvořili jen 30 % populace Palestiny. Zatímco území arabského státu bylo zakresleno tak, aby v něm bylo jen 1 % Židů, v židovském státu měla zůstat 45% arabská menšina, což svědčilo o převaze Arabů v populaci tehdejší Palestiny. Britské jednotky se z Palestiny měly stáhnout do poloviny května 1948. Plán byl OSN přijat v listopadu 1947, následně vypukla občanská válka.
Ihned po stažení britských sil, dne 14. května 1948 byl vyhlášen stát Izrael v hranicích stanovených OSN. Měl být vyhlášen i palestinský stát, jenže jejich politická reprezentace (hlavně Amín al-Husajní) odmítla plán rozdělení a následně tak učinila i Liga arabských států. Hned poté, co Izrael vyhlásil nezávislost, na něj zaútočilo přibližně 1000 libanonských, 6000 syrských, 4500 iráckých, 5500 egyptských, 6000–9000 jordánských a neznámý počet saúdskoarabských a jemenských jednotek. Izraelská armáda, čerstvě vyzbrojená komunistickým Československem a Sovětským svazem, který doufal, že vznikem Izraele (viz dělnický sionismus) posílí své zájmy na Blízkém východě, byla ovšem silnější a arabské spojence porazila. Současné hranice mezi Izraelem a Palestinou, tzn. Západní břeh Jordánu a Pásmo Gazy, vychází z linie příměří (tzv. zelená linie) z roku 1949. Tehdejší Západní břeh po válce anektovalo Jordánsko a z Pásma Gazy učinil Egypt Všepalestinský protektorát. Nicméně původní hranice zelené linie již byly Izraelem posunuty po šestidenní válce z roku 1967 a při následné okupaci doprovázené rozmachem izraelských osad na Západním břehu Jordánu (a dříve i v Pásmu Gazy). V roce 1988 Organizace pro osvobzení Palestiny vyhlásila Stát Palestina, který si nárokuje území v hranicích z roku 1967. Stát je většinově uznaný 147 zeměmi světa.
Palestina je stále sužována izraelsko-palestinským konfliktem o sebeurčení dvou národů a nárok na území v tomto regionu.